# Athysanella nielsoni
Athysanella nielsoni är en insektsart som beskrevs av Blocker 1990. Athysanella nielsoni ingår i släktet Athysanella och familjen dvärgstritar. Inga underarter finns listade i Catalogue of Life.